# Liste des monuments historiques de Rodershausen (Rhénanie-Palatinat)
La Liste des monuments historiques de Rodershausen (Rhénanie-Palatinat) contient quatre monuments historiques à Rodershausen, une municipalité allemande située dans le Land de Rhénanie-Palatinat et l'arrondissement d'Eifel-Bitburg-Prüm.

## Liste
| Monument                            | Adresse        | Coordonnées                      | Notice | Protection | Date | Illustration                        |
| ----------------------------------- | -------------- | -------------------------------- | ------ | ---------- | ---- | ----------------------------------- |
| Église catholique St. Jakobus, 1898 | Hauptstraße 18 | 49° 59′ 32″ nord, 6° 11′ 48″ est |        |            |      | Église catholique St. Jakobus, 1898 |
| Bildstock, 1907                     | Hauptstraße    | 49° 59′ 37″ nord, 6° 11′ 48″ est |        |            |      | Bildstock, 1907                     |
| Chapelle, 1910                      | Hauptstraße    | 49° 59′ 39″ nord, 6° 11′ 49″ est |        |            |      | Chapelle, 1910                      |
| Bildstock, 1879                     | route L 1      | 49° 59′ 59″ nord, 6° 11′ 16″ est |        |            |      | Image manquante Téléverser          |